# سيدي بوزيد الركراكي
سيدي بوزيد الرڭراڭي هي قرية أمازيغية جبلية مغربية وسط المملكة. تنتمي سيدي بوزيد الرڭراڭي لإقليم شيشاوة. تضم هذه القرية 9.378 نسمة (إحصاء 2004).